# Helaeomyia petrolei
La mosca del petróleo, Helaeomyia petrolei, es una especie de mosca que habita en California, USA. Las larvas se alimentan de petróleo, lo que la hace la única especie de insectos que se desarrolla en el petróleo crudo, una substancia que, normalmente, es altamente tóxica para los insectos.

## Descripción
Los adultos miden aproximadamente 5 mm de largo, siendo su cuerpo de color negro, salvo por carrillos de color más claro. Los halterios son amarillentos, con extremos blancos. Los ojos, con alta densidad de vellos, están más cerca del centro del rostro. La tercera articulación de las antenas es ligeramente más larga que la segunda, el espinazo de ésta no alcanza más allá del ápice de las antenas. Las alas membranosas, tienen un tinte gris en las poblaciones de casi toda la costa oeste de EE. UU., salvo en algunas ocasiones donde tienen una mancha hacia el ápice de la célda submarginal. La distancia entre el ápice de la segunda vena y la primera es casi el doble de la distancia entre el mismo y el de la tercera vena.

## Biología
Si bien las larvas, normalmente, nadan cerca de la superficie del petróleo con la punta de sus tubos respiratorios mostrándose como minúsculos puntos sobre la superficie del líquido, son capaces de sumergirse por períodos largos. El comportamiento de apareamiento y deposición de los huevos aún no ha sido descrito, pero se cree que los huevos no son puestos dentro del petróleo. Las larvas abandonan este medio sólo para formar la pupa, desplazándose a tallos de hierba cercanos a las márgenes de la laguna. Todo su desarrollo desde la larva recién eclosionada hasta antes de formar la pupa se desarrolla en el petróleo.

### Tolerancia al petróleo

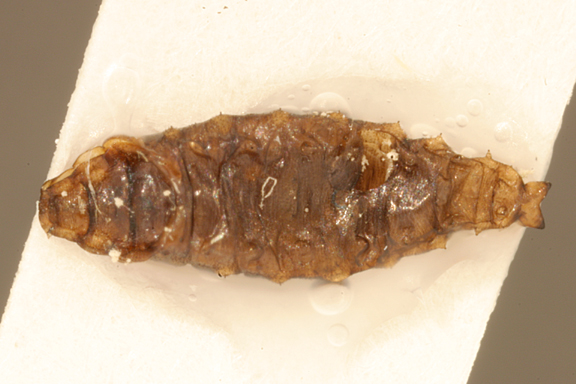
Larva de H. petrolei

Las larvas ingieren grandes cantidades de petróleo y asfalto, y es observable su abdomen lleno del mismo. Sin embargo, experimentos nutricionales mostraron que el animal subsiste gracias a la materia animal presente en el petróleo, la cual devora rápidamente. Aunque el petróleo puede alcanzar temperaturas de hasta 38 °C, esto no causa efectos dañinos en las larvas, ni siquiera al ser expuestas a trementina al 50% o xileno al 50% en experimentos de laboratorio. La larva de la mosca del petróleo contiene cerca de 200.000 bacterias heterotróficas, lo cual ha sido de interés para científicos que investigan microorganismos o enzimas que funcionan en un ambiente de solventes orgánicos. Los nutrientes ricos en nitrógeno liberados en el sistema digestivo hacen de éste un ambiente, con un pH de alrededor de 6.5, adecuado para el desarrollo de bacterias. No existe evidencia de que estas bacterias contribuyan a la fisiología del insecto.
William Homan Thorpe se refirió a la H. petrolei como "sin lugar a dudas una de las más grandes curiosidades científicas del mundo."

## Distribución
La mosca del petróleo fue descrita por primera vez en los pozos de asfalto de La Brea cerca de Los Ángeles, California, aunque los técnicos petroleros la conocían desde antes. La población no se considera amenazada. Desde entonces la especie se ha encontrado en otras ubicaciones, donde las poblaciones se consideran esporádicas.